# پریگورودنی (استان آرخانگلسک)
پریگورودنی (به لاتین: Prigorodny) یک منطقهٔ مسکونی در روسیه است که در استان آرخانگلسک واقع شده‌است.